# Visartpolder
De Visartpolder is een polder tussen Philippine en Sluiskil, behorende tot de Polders in de vaarwegen naar Axel en Gent, in de Nederlandse provincie Zeeland. 
Het betreft een bedijking van een aantal schorren in het Axelse Gat, uitgevoerd in 1869, waartoe 2 km dijk moest worden aangelegd. In de herfst van dat jaar trad nog schade aan de dijk op, die echter werd hersteld. De polder heeft een oppervlakte van 60 ha en is vernoemd naar de eigenaar, telg uit het Brugse geslacht Visart.